# Xenosaurus penai
Espèce
Statut de conservation UICN

 LC  : Préoccupation mineure
Xenosaurus penai est une espèce de sauriens de la famille des Xenosauridae.

## Répartition
Cette espèce est endémique du Guerrero au Mexique.

## Publication originale
- Pérez Ramos, De La Riva & Campbell, 2000 : A new allopatric species of Xenosaurus (Squamata: Xenosauridae) from Guerrero, Mexico. Herpetologica, vol. 56, n. 4, p. 500-506.